# Знам'я
Зна́м'я (рос. Знамья) — селище у складі Бабушкінського району Вологодської області, Росія. Входить до складу Рослятінського сільського поселення.

## Населення
Населення — 3 особи (2010; 7 у 2002).
Національний склад (станом на 2002 рік):
- росіяни — 100 %